# William Merriam Burton
William Merriam Burton (17.11.1865 – 29.12.1954) là một nhà hóa học người Mỹ, người triển khai phương pháp cracking nhiệt đầu tiên trong khai thác dầu mỏ.

## Cuộc đời và Sự nghiệp
Burton sinh tại Cleveland, Ohio. Năm 1886, ông đậu bằng cử nhân khoa học ở Đại học Western Reserve. Năm 1889 ông đậu bằng tiến sĩ ở Đại học Johns Hopkins.
Ban đầu ông làm việc cho nhà máy lọc dầu của Công ty Standard Oil tại Whiting, Indiana, sau đó trở thành chủ tịch của Công ty Standard Oil từ năm 1918 tới khi nghỉ hưu năm 1927.
Quá trình cracking nhiệt trong khai thác dầu mỏ do Burton phát minh, được cấp Bằng sáng chế Hoa Kỳ số 1.049.667 ngày 7.1.1913, đã tăng gấp dôi sản lượng gasoline trích ra từ dầu thô.
Burton đoạt giải Willard Gibbs năm 1918 và Huy chương Perkin năm 1922.
Phương pháp Cracking trong khai thác dầu mỏ đầu tiên là quá trình cracking Shukhov, do kỹ sư người Nga Vladimir Shukhov (1853-1939) phát minh, ở đế quốc Nga, bằng sáng chế số 12926, ngày 27.11.1891.
Burton từ trần ngày 29.12.1954 ở Miami, Florida.